# Hyundai Vision G+
La Hyundai Vision G+ est un concept car de berline du constructeur automobile coréen Hyundai présenté lors du Concours d'élégance de Pebble Beach 2015 et également présent lors du salon de l'automobile de Francfort 2015.
Ce concept s'inspire largement des Bentley ou Aston Martin actuelles de par son design ou encore le logo qu'elle arbore sur sa calandre.